# ロボット旅日本一周〜タカラモノクダサイ〜
『ロボット旅日本一周〜タカラモノクダサイ〜』（ロボットたびにほんいっしゅう たからものください）は、テレビ朝日系列で2017年10月22日から2018年9月30日まで放送されていた旅バラエティ番組である。全26回。2017年6月24日（土曜）の14:15 - 16:25（『スペシャルサタデー』第3部）にパイロット版が放送された。

## 概要
本番組では、ヒューマノイドロボットであるNaoと芸能人が日本全国を行脚する内容である。
ロボットは2体いて、青が太郎、赤が花子という名前がつけられている。旅人が男性タレントなら太郎、女性タレントなら花子と一緒に旅をする。旅人が春日の場合に限り、太郎にピンクのセーターを夏以外の時季に着せている。

## 出演者
- オードリー（若林正恭、春日俊彰） - MC
- 三谷紬（テレビ朝日アナウンサー） - 進行

## 放送リスト

### パイロット版（放送リスト）
| 放送日                              | 旅先           | スタジオ出演者                                                                | 旅人                                            |
| ----------------------------------- | -------------- | ----------------------------------------------------------------------------- | ----------------------------------------------- |
| 2017年6月24日（土曜） 14:15 - 16:25 | 北海道、沖縄県 | あき竹城 いとうせいこう 澤部佑（ハライチ） 久冨慶子（テレビ朝日アナウンサー） | 岡本夏美 三倉茉奈 尾形貴弘（パンサー） 前園真聖 |

## ネット局
| 放送対象地域   | 放送局                   | 系列           | 放送日時           | ネット状況 |
| -------------- | ------------------------ | -------------- | ------------------ | ---------- |
| 関東広域圏     | テレビ朝日（EX）         | テレビ朝日系列 | 日曜 14:35 - 15:20 | 制作局     |
| 北海道         | 北海道テレビ（HTB）      | テレビ朝日系列 | 日曜 14:35 - 15:20 | 同時ネット |
| 青森県         | 青森朝日放送（ABA）      | テレビ朝日系列 | 日曜 14:35 - 15:20 | 同時ネット |
| 岩手県         | 岩手朝日テレビ（IAT）    | テレビ朝日系列 | 日曜 14:35 - 15:20 | 同時ネット |
| 宮城県         | 東日本放送（KHB）        | テレビ朝日系列 | 日曜 14:35 - 15:20 | 同時ネット |
| 秋田県         | 秋田朝日放送（AAB）      | テレビ朝日系列 | 日曜 14:35 - 15:20 | 同時ネット |
| 山形県         | 山形テレビ（YTS）        | テレビ朝日系列 | 日曜 14:35 - 15:20 | 同時ネット |
| 福島県         | 福島放送（KFB）          | テレビ朝日系列 | 日曜 14:35 - 15:20 | 同時ネット |
| 新潟県         | 新潟テレビ21（UX）       | テレビ朝日系列 | 日曜 14:35 - 15:20 | 同時ネット |
| 長野県         | 長野朝日放送（abn）      | テレビ朝日系列 | 日曜 14:35 - 15:20 | 同時ネット |
| 静岡県         | 静岡朝日テレビ（SATV）   | テレビ朝日系列 | 日曜 14:35 - 15:20 | 同時ネット |
| 石川県         | 北陸朝日放送（HAB）      | テレビ朝日系列 | 日曜 14:35 - 15:20 | 同時ネット |
| 中京広域圏     | メ〜テレ（NBN）          | テレビ朝日系列 | 日曜 14:35 - 15:20 | 同時ネット |
| 近畿広域圏     | 朝日放送テレビ（ABC）    | テレビ朝日系列 | 日曜 14:35 - 15:20 | 同時ネット |
| 広島県         | 広島ホームテレビ（HOME） | テレビ朝日系列 | 日曜 14:35 - 15:20 | 同時ネット |
| 山口県         | 山口朝日放送（yab）      | テレビ朝日系列 | 日曜 14:35 - 15:20 | 同時ネット |
| 香川県・岡山県 | 瀬戸内海放送（KSB）      | テレビ朝日系列 | 日曜 14:35 - 15:20 | 同時ネット |
| 愛媛県         | 愛媛朝日テレビ（eat）    | テレビ朝日系列 | 日曜 14:35 - 15:20 | 同時ネット |
| 福岡県         | 九州朝日放送（KBC）      | テレビ朝日系列 | 日曜 14:35 - 15:20 | 同時ネット |
| 長崎県         | 長崎文化放送（NCC）      | テレビ朝日系列 | 日曜 14:35 - 15:20 | 同時ネット |
| 熊本県         | 熊本朝日放送（KAB）      | テレビ朝日系列 | 日曜 14:35 - 15:20 | 同時ネット |
| 大分県         | 大分朝日放送（OAB）      | テレビ朝日系列 | 日曜 14:35 - 15:20 | 同時ネット |
| 鹿児島県       | 鹿児島放送（KKB）        | テレビ朝日系列 | 日曜 14:35 - 15:20 | 同時ネット |
| 沖縄県         | 琉球朝日放送（QAB）      | テレビ朝日系列 | 日曜 14:35 - 15:20 | 同時ネット |

- 2017年度の通常時は全局同時ネットではあり、2018年度はローカルセールス枠に降格したが、一部系列局で自主編成（自社制作のプロ野球中継など）が行われた場合は他日振替とするか、ネット返上とする場合があった。

## スタッフ

### パイロット版（スタッフ）
- ナレーション：奥谷楓、大西洋平（テレビ朝日アナウンサー）
- 構成：そーたに、伊藤正広
- ロボット技術：高木武彦、久保田春記、長谷川裕
- カメラ：羽田廣宣
- VE：谷口賢司
- 音声：大嶋朋子
- 照明：吉原由樹
- 美術：伊磧伸介
- デザイン：小谷知輝
- 美術進行：吉井真夏
- 大道具：昼馬陽一
- 装置：黒野堅太郎
- メイク：川口カツラ
- 編集：城石光
- MA：船木拓也
- 音効：古屋陸、竹内陽
- TK：安達真理
- CG：南治樹
- 編成：瀧川恵、山本文隆
- 宣伝：渡辺章太郎
- デスク：岩野美保
- 技術協力：TSP、鹿児島ビジョン
- 美術協力：テレビ朝日クリエイト
- 協力：スマートロボティクス
- 制作協力：ビー・ブレーン
- 統括：藤井智久
- ディレクター：中原芳、池田靖、鈴木大介、平澤祥多、橋本伸行
- プロデューサー：山内智未、太田兼仁（ビー・ブレーン）
- 演出・プロデューサー：芦田太郎
- ゼネラルプロデューサー：栗井淳
- 制作著作：テレビ朝日

### レギュラー版（スタッフ）
- ナレーション： コーイチ、桑原礼佳
- 構成：そーたに、伊藤正宏、あだち昌也、板倉輝、北健一郎（北→2018年6月 - ）
- ロボット技術：高木武彦、久保田春記、藤原賢治、松下玄統
- カメラ：羽田廣宣、田島実一郎
- 音声：高橋修平、伊賀佳奈子
- 美術：小谷知輝
- 美術進行：吉居真夏
- 編集：小池周平、山本良
- MA：川崎徹
- 音効：佐藤卓嗣
- TK：満松美弥子
- CG：南治樹
- 編成：田中真由子、山本文隆、瀧川恵
- 宣伝：渡辺章太郎
- デスク：岩野美保
- 技術協力：TSP
- 美術協力：tv asahi create
- 協力：スマートロボティクス
- 制作協力：ふなや
- 統括：藤井智久
- アシスタントディレクター：松田浩一、山口ひとみ、大友淳、柴田優太郎、輪嶋美雪、柏原陸
- ディレクター：平澤祥多、吉村涼平、名田圭佑、森部裕治郎、渡邉淳子、石岡孝利、河村啓司、玉田康人
- チーフディレクター：中原芳（以前はディレクター）
- アシスタントプロデューサー：水野佳世
- プロデューサー：山内智未、なかざわコーヤ（ふなや）、太田兼仁（BEE BRAIN）
- 演出：芦田太郎
- ゼネラルプロデューサー：荒井祥之
- 制作著作：テレビ朝日